# Tampa Bay Rowdies (2010)
Die Tampa Bay Rowdies sind ein US-amerikanisches Fußball-Franchise der USL Championship aus Saint Petersburg, Florida.
Das Franchise wurde 2008 gegründet und nahm 2010 den Spielbetrieb in der North American Soccer League auf. Die Teamfarben sind grün und gelb.

## Geschichte
Am 18. Juni 2008 gaben die Geschäftsleute David Laxer, Andrew Nestor und Hinds Howard bekannt eine Fußballmannschaft gründen zu wollen, welche unter dem Namen FC Tampa Bay Rowdies in der USL First Division ab der Saison 2010 antritt. Im November 2009 gab der FC Tampa Bay an, ab der Saison 2010 in der neuen North American Soccer League spielen zu wollen. Aufgrund eines Streites zwischen der NASL und der USL wurde für ein Jahr die provisorische USSF Division 2 Professional League eingeführt.
Im Januar 2010 änderte das Franchise seinen Namen von Tampa Bay Rowdies in FC Tampa Bay um. Dieses resultierte aus einem Gerichtsstreit über die Verwendung des Namens Tampa Bay Rowdies in Merchandising Produkten. Am 15. Dezember 2011 wurde dieses wieder rückgängig gemacht. Seitdem heißt die Mannschaft wieder Tampa Bay Rowdies.

### Saison 2010

Logo der Tampa Bay Rowdies von 2010 bis 2012

Am 16. April 2010 spielte der FC Tampa Bay sein erstes Ligaspiel. Gegner war Crystal Palace Baltimore, der mit 1:0 besiegt werden konnte. Das erste Ligator in der Geschichte des Teams erzielte Aaron King. Der Klub fand sehr gut in die Saison und konnte fünf  der ersten zehn Spiele gewinnen. Zum Schluss reichte es aber nicht zur Qualifikation für die Play-offs. Einziger Erfolg war der Gewinn des Ponce De Leon Cups 2010, welcher von Mannschaften aus Florida und Puerto Rico, die in einer Liga spielen, ausgetragen wird. Hierbei zählen die Ligaspiele, die die Mannschaften gegeneinander bestreiten.
Am 23. September 2010 wurde der bisherige Trainer Paul Dalglish entlassen. Grund hierfür war das nicht Erreichen der Play-offs. Der bisherige technische Direktor Perry Van der Beck übernahm vorerst als Interimslösung das Traineramt.
Im Lamar Hunt U.S. Open Cup schied der FC Tampa Bay in der zweiten Runde gegen den Miami FC mit 2:1 nach Verlängerung aus. In der ersten Runde konnte die Mannschaft gegen den USASA-Verein Legends FC mit 3:0 gewinnen.

### Erste NASL-Saison 2011
Seit der Saison 2011 spielt Tampa in der North American Soccer League, der zweithöchsten im US-amerikanischen Fußballligensystem. Vor Beginn der Saison wurde mit dem Engländer Ricky Hill ein neuer Trainer verpflichtet. Der ehemalige Nationalspieler übernahm das Amt von Interimstrainer Perry Van der Beck. Die Tampa Bay Rowdies beendeten die erste NASL Saison als dritter der Regular Season. Dadurch konnte sich die Mannschaft für die erste Runde der Play-offs qualifizieren. Dort allerdings konnte man sich nicht gegen die späteren Play-offs Sieger Minnesota Stars FC durchsetzen.

### Saison 2012
In der Regular Season belegten die Tampa Bay Rowdies den 2. Platz und qualifizierten sich somit für die Playoffs. Dort gelang es ihnen erstmals, den NASL-Titel zu holen.

### Saison 2013
Zur Saison 2013 wurde dem Logo ein zweiter Stern zugefügt, als Symbol für den zweiten Titel nach 1975. Die Saison war die erste, welche in eine Frühlings- und Herbstsaison unterteilt wurde. Die Rowdies erreichten in der Spring-Season einen vierten Platz. In der Fall-Season konnte die Mannschaft Dritter werden. Die Play-offs wurden auf das Finalspiel der jeweiligen Saisonersten reduziert. Somit konnte man sich nicht für die Play-offs qualifizieren.

### Wechsel in die USL
Ende Oktober 2016 wurde bekannt, dass das Franchise Tampa Bay Rowdies von der NASL in die United Soccer League wechselt.

## Stadion
- George M. Steinbrenner Field; Tampa, Florida (2010)
- Al Lang Stadium; Saint Petersburg, Florida (seit 2011)

Die Tampa Bay Rowdies trugen 2010 ihre Heimspiele im George M. Steinbrenner Field aus. Das Stadion wurde eigentlich für Baseballspiele gebaut, in dem unter anderem die Tampa Yankees mit Spielbetrieb in der Florida State League ihre Heimspiele austragen. Betrieben wird der Platz von den New York Yankees, die hier ihr Frühjahrstraining bestreiten.
Seit 2011 spielt die Mannschaft im Al Lang Stadium in Saint Petersburg, Florida. Das Baseball-Stadion war und ist die Heimat vieler Major-League-Baseball-Mannschaften, die hier ihr Spring Training absolvierten.

## Organisation

### Eigentümer
Haupteigentümer ist Bill Edwards, Geschäftsmann in Saint Petersburg, Florida. Dem Immobilienbesitzer gehört neben den Rowdies auch das Al Lang Stadium und diverse Gastronomiebetriebe. Als Minderheitseigentümer stehen ihm Andrew Nestor und David Laxer zur Seite.

### Reserve - Rowdies 2
Im Dezember 2015 wurde mit den Rowdies 2 eine Reserve- und Entwicklungsmannschaft gegründet. Das Team spielt in der National Premier Soccer League und wird von Cheyne Roberts, einem ehemaligen Fußballspieler, trainiert.

## Fans und Rivalen

### Fangruppierungen
Die größte Fangruppierung ist Ralph's Mob.

### Rivalen
Es besteht eine Rivalität mit den Fort Lauderdale Strikers. Diese begann bereits 1977, als die beiden North-American-Soccer-League-Mannschaften aufeinandertrafen. Für diese Derbys wurde der Begriff Florida Derby geprägt. Später führten dies die beiden ehemaligen Major-League-Soccer-Franchises Tampa Bay Mutiny und Miami Fusion weiter.
Seit 2010 bekommt der Gewinner des Derbys den sogenannten Coastal Cup. Mittlerweile nehmen daran auch der Jacksonville Armada FC und der Miami FC teil. Hier wird unter den vier Mannschaften das beste Team der Saison in deren direkten Vergleichen ermittelt.

## Bisherige Trainer
- Paul Dalglish (2009–2010)
- Perry Van der Beck (2010)
- Ricky Hill (2011–2014)[6]
- Thomas Rongen (2014–2015)
- Stuart Campbell (2015–2018)
- Neill Collins (2018–2023)

## Statistiken

### Saisonbilanz
| Saison | Stufe | Liga                                | Regular Season                   | Play-offs          | Lamar Hunt U.S. Open Cup |
| ------ | ----- | ----------------------------------- | -------------------------------- | ------------------ | ------------------------ |
| 2010   | 2     | USSF Division 2 Professional League | 6. Platz (USL)                   | nicht qualifiziert | 2. Runde                 |
| 2011   | 2     | North American Soccer League        | 3. Platz                         | Viertelfinale      | nicht qualifiziert       |
| 2012   | 2     | North American Soccer League        | 2. Platz                         | Sieger             | 3. Runde                 |
| 2013   | 2     | North American Soccer League        | Spring: 4. Platz Fall: 3. Platz  | nicht qualifiziert | 4. Runde                 |
| 2014   | 2     | North American Soccer League        | Spring: 7. Platz Fall: 8. Platz  | nicht qualifiziert | 3. Runde                 |
| 2015   | 2     | North American Soccer League        | Spring: 2. Platz Fall: 8. Platz  | nicht qualifiziert | 3. Runde                 |
| 2016   | 2     | North American Soccer League        | Spring: 5. Platz Fall: 10. Platz | nicht qualifiziert | 4. Runde                 |